# 刘应选 (罗江)
刘应选，四川承宣布政使司成都府绵州罗江县人，明朝末年四川白莲教首领。
劉應選本来是罗江县生员。明熹宗天启元年（1621年）三月，劉應選在四川潼川府、绵州一带设坛聚眾，自称弥勒降世，要先平潼川，再平绵州。官府搜捕，他逃入永宁（今四川叙永县），改名李应枢，投靠奢崇明、奢寅父子。十二月，说当时是末劫之年，弥勒掌世，改号天明，建元中元，煽动土司攻打州县。